# Aleksandar Ivoš
Aleksandar Ivoš (Valjevo, 1931. június 28. – Újvidék, 2020. december 24.) jugoszláv válogatott szerb labdarúgó.
A jugoszláv válogatott tagjaként részt vett az 1962-es világbajnokságon.

## Sikerei, díjai
Vojvodina
- Jugoszláv ezüstérmes (1): 1956–57